# Йоан Мистакон
Йоан Мистакон (на гръцки: Ἰωάννης ὀ Μυστάκων, Johannes Mystakon; * 545; † 591) е генерал на Византийската империя през 579 - 591 г. през 6 век по времето на императорите Тиберий II (578–582) и Маврикий (582–602). Името му Мистакон идвa от брaдa.
По произход той е тракиец. Неговият баща вероятно е принц Артабан (* ок. 510 в Тракия, † сл. 554), генерал от Армения, който е бил сгоден с Прайекта, сестра на император Юстин II. Името на майка му не е известно.
Той е първо заместник на генерал Маврикий. Когато Маврикий през 582 г. се възкачва на трона, Йоан Мистакон става нeгов последник. През 579 г. е генерал в римска Армения (Осроена) с титлата magister militum per Armeniam.
През 582–583 г. става magister militum per Orientem на Изтока. Командва дясното крило на войската в битката против персите при реките Нимфиус и Тигър. През 584 г. е сменен от генерал Филипик.
През 587 г. е командир в Тракия и се бие против аварите. През 589 г. той е magister militum в Армения. През 590 г. той нахлува в Атропатена (Азербайджан).
През 591 г. се бие в Персия. По това време получава титлата patricius. През 591 г. заедно с генерал Нарсес той побеждава узурпатора Бахрам Чобен
при река Бларатон (или Бларатос). Скоро след това той умира.

## Семейство
Йоан Мистакон е женен за Плацида (* ок. 560), дъщеря на Анастасий (внук на императрица Теодора I, съпругата на византийския император Юстиниан I (527–565) от неин предишен брак) и на Юлиана.
Тази Юлиана е чрез майка си Проба потомка на петата генерация на западноримския император Валентиниан III (Флавий Плацидий Валентиниан) (425–455).
Деца:
Йоан Мистакон има следните деца:
- Валентин (* ок. 590, † 644), генерал, претендент за византийската корона, получава 641 г. титлата „Цезар“ и 642/643 г. е фактическият регент на Византия
- Мануел (* 585, † 651), 651 г. Magistros